# كلارا مين
كلارا مين (بالإنجليزية: Klara Min)‏ هي عازفة بيانو أمريكية، ولدت في عقد 1970 في سول في كوريا الجنوبية.

## وصلات خارجية
- الموقع الرسمي